# Projet Desertec
Desertec est un projet éco-énergétique de grande envergure qui prévoyait l'exploitation du potentiel énergétique solaire des déserts d'Afrique du Nord et du Moyen-Orient pour fournir de manière durable et soutenable les régions avoisinantes (jusqu'à l'Europe) en électricité d'origine renouvelable et décarbonée. Le concept est d'abord porté par la « Coopération transméditerranéenne pour l'énergie renouvelable » (TREC pour Trans-Mediterranean Renewable Energy Cooperation). 
Il se fonde sur le fait que les déserts ont un haut potentiel de production d'électricité renouvelable (ensoleillement élevé, vaste foncier disponible) : chaque km2 y reçoit annuellement une énergie solaire équivalent à 1,5 million de barils de pétrole ; et la surface des déserts terrestres fournirait théoriquement plusieurs centaines de fois l'énergie utilisée actuellement dans le monde. En 1986, après la catastrophe de Tchernobyl, le physicien allemand des particules Gerhard Knie calcule qu'en six heures, ces déserts reçoivent plus d’énergie du soleil que les humains n’en consomment en un an. Des calculs plus approfondis ont jeté les bases de Desertec : couvrir 0,3 % des 40 millions de km2 de déserts de la planète en centrales solaires thermiques à concentration permettrait de couvrir les besoins électriques de la planète en 2009 (environ 18 000 TWh/an).
Une « Fondation Desertec » nait en 2003 sous les auspices du Club de Rome et du Centre national de recherche sur l'énergie en Jordanie (NERC). Les « pendants » industriels de la fondation, Dii GmbH (fondée sous le nom de Desertec Industrial Initiative) et MedGrid, visent à promouvoir l'implantation du concept Desertec dans la région EU-MENA (Europe, Moyen-Orient et Afrique du Nord). L'organisation Sahara Green continue à promouvoir toutes les initiatives qui visent à exploiter le soleil des déserts pour les reverdir.
Puis un consortium Desertec est créé, visant notamment à fournir jusqu'à près de 20 % de la demande européenne d'électricité. L'export vers l'Europe a été (au moins temporairement) abandonné, car non concurrentiel avec les productions d’électricité renouvelable et décarbonée in situ sur le continent. Le projet est recentré sur l'Afrique sub-saharienne.
En août 2020, le ministre de l'Énergie algérien, Mohamed Arkab, juge Desertec « dépassé », car nécessitant, selon lui, de « gros investissements », alors que l'Algérie gagnerait à construire de petites centrales solaires.

## Histoire

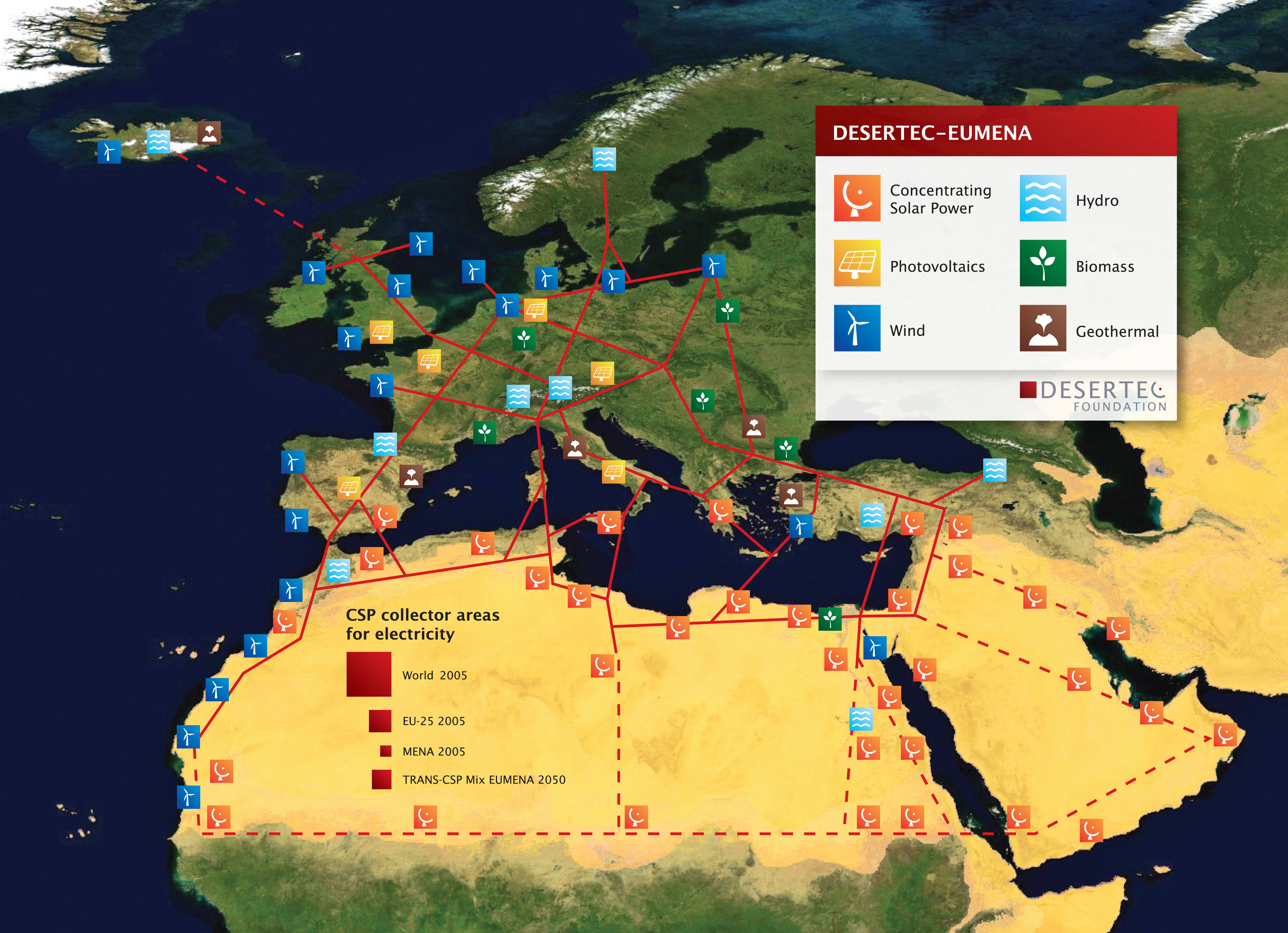
Cartographie sommaire permettant de visualiser la structure et les nœuds du réseau électrique du projet Desertec.

Le concept Desertec est né au sein d'un réseau mondial de scientifiques, de responsables et d'entrepreneurs, TREC, qui le développe en collaboration avec la branche allemande du Club de Rome. TREC participe à la réalisation de trois études qui permettent en 2009 d’évaluer le potentiel des énergies renouvelables dans les pays du Moyen-Orient et d'Afrique du Nord (MENA), les besoins attendus pour 2050 en eau et en énergie de ces pays, et la faisabilité de la construction d’un réseau de transport électrique entre l’Union Européenne (UE) et le MENA. Les trois études techniques sont menées par le Centre allemand pour l'aéronautique et l'aérospatiale (DLR pour "Deutsches Zentrum für Luft- und Raumfahrt") et financées par le Ministère fédéral de l'Environnement allemand (BMU). D'après ces études, un tel réseau pourrait avant 2050 fournir plus de 50 % des besoins en électricité de la région EUMENA (Europe + Moyen-Orient + Afrique du Nord).
La fondation Desertec, à but non lucratif, est fondée en janvier 2009 par un réseau de scientifiques, de politiciens et d’économistes du pourtour méditerranéen, avec comme objet d’approvisionner autant de personnes et d’entreprises que possible en énergie renouvelable provenant des déserts du monde, pour améliorer la prospérité et contribuer à la protection du climat. 
Le 13 juillet 2009, un protocole d'accord pour la réalisation du concept Desertec dans la région EU-MENA est signé à Munich par la fondation, l'entreprise de réassurance Munich Re ainsi que douze autres entreprises basées en Europe, au Proche-Orient et en Afrique du Nord, (dont de grands énergéticiens comme E.ON, Munich Re, Siemens et Deutsche Bank qui s'y sont tous inscrits en tant qu'« actionnaires ».
Le 30 octobre 2009, ces mêmes partenaires créent la Desertec Industrial Initiative, devenant plus tard Dii GmbH, qui poursuit trois objectifs : créer un cadre technique, économique, politique et réglementaire rendant possibles les investissements dans les énergies renouvelables dans la région EU-MENA ; mettre sur pied trois projets de référence afin de démontrer la faisabilité du concept Desertec ; élaborer un scénario de mise en œuvre du concept sur le long terme jusqu'à l'année 2050, contenant des recommandations en matière d'investissements et de financement. Le Néerlandais Paul van Son est nommé en 2009 à la tête du consortium. Dii comprend alors plus de 55 actionnaires et partenaires associés issus de 15 pays en Europe, en Afrique du Nord et au Moyen-Orient et travaille en collaboration non seulement avec des entreprises, mais aussi avec des institutions scientifiques, politiques et la société civile des deux côtés de la Méditerranée.

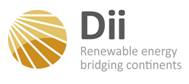
Logo de l'initiative industrielle Dii.

Les activités de l'initiative industrielle Dii et celles du consortium français Medgrid ont pour toile de fond le plan solaire méditerranéen qui vise à développer l'utilisation des énergies renouvelables et à renforcer l'efficacité énergétique des 43 États membres de l'Union pour la Méditerranée. Les deux organisations ont par ailleurs signé un protocole d'accord en novembre 2011 à Bruxelles en présence notamment du ministre français de l'Énergie et de son homologue allemand. Les domaines de coopération comprennent l'échange d'informations, la mise à jour des progrès réalisés, l'évaluation conjointe des synergies potentielles, et les efforts conjoints de l'Europe, du Moyen-Orient et de l'Afrique du Nord pour obtenir un cadre réglementaire plus favorable pour le marché des énergies renouvelables.
En juin 2011, le consortium Dii signe un accord de coopération avec MASEN (Moroccan Agency for Solar Energy) portant sur la mise en œuvre d’un projet solaire à grande échelle au Maroc. Ce projet vise principalement à démontrer la faisabilité de l'exportation d'électricité d'origine solaire issue du désert vers l’Europe. MASEN est développeur du projet et supervise le processus complet au Maroc, notamment la spécification du projet et l'identification des sites. Dii joue un rôle de facilitateur, et apporte son expertise en développant un dossier commercial viable pour le projet. Celui-ci devrait prendre la forme d’un regroupement de centrales thermosolaires et photovoltaïques d’une capacité totale de 500 MW,. Suivant la technologie utilisée, la centrale pilote devait alimenter les réseaux espagnols et marocains en électricité entre 2014 et 2016. Le Maroc est en effet favorisé par le réseau électrique le reliant à l’Espagne, mais aussi par l’importance qu’il accorde au secteur des énergies renouvelables.
Un autre accord est signé en avril 2011 entre STEG Énergies Renouvelables, filiale de la Société tunisienne de l'électricité et du gaz STEG, et l’initiative Dii, portant sur une étude de faisabilité pour de grands projets d’énergie solaire et éolienne en Tunisie. Il prévoit d'examiner les conditions techniques et le cadre réglementaire relatifs à la consommation électrique locale, à l’exportation dans les pays voisins et vers l’Europe. Les possibilités de financement d’un éventuel projet de référence d'un volume de 1 000 MW en partenariat avec la Tunisie sont évaluées.
L’Algérie réunit également des conditions exceptionnelles pour la production de l’électricité solaire. En décembre 2011, Sonelgaz, la Société nationale de l'électricité et du gaz en Algérie, et l’initiative industrielle Dii, décident de coopérer afin de renforcer les échanges d’expertise technique, d’examiner des voies et moyens pour l’accès aux marchés extérieurs et promouvoir conjointement le développement des énergies renouvelables en Algérie. Dans le cadre de cet accord, une étude de faisabilité est menée par Sonelgaz et Dii portant sur un projet de référence potentiel d'un volume total de 1 000 MW.
En avril 2012, une Association des gestionnaires des réseaux électriques méditerranéens (Med-TSO) est créée, présidée par Noureddine Boutarfa, PDG de Sonelgaz. Elle réunit quinze opérateurs de réseaux électriques de treize pays du pourtour de la Méditerranée. C'est un tournant dans la conduite et le renforcement des relations entre les opérateurs électriques des deux rives de la Méditerranée : l'association promeut la coordination des plans de développement et d’exploitation des réseaux des pays de la région méditerranéenne, encourage l’intégration des systèmes électriques de la zone Med-TSO, en mettant en place les cadres légaux et réglementaires et la coopération entre gestionnaires des réseaux électriques.
En juin 2012, Dii publie son projet « Desert Power 2050 » selon lequel l’Europe gagnerait 30 €/MWh d’électricité en important 20 % de ses besoins depuis les régions désertiques et « les objectifs climatiques de l’UE pourraient être atteints plus efficacement ».
En mai 2013, Dii annonce changer de stratégie, seule une faible part de l'énergie produite en Afrique du Nord devant finalement être exportée vers l'Europe. Le consortium recentre son projet sur la production d'énergie pour l'Afrique sub-saharienne.
En avril 2020, le ministre de l'Énergie algérien Mohamed Arkab révèle la préparation d'un accord préliminaire avec l'Allemagne pour le projet Desertec. En mai 2020, il présente au gouvernement algérien le lancement du projet « Tafouk 1 » de construction de centrales solaires photovoltaïques d'une capacité totale de 4 GWc sur la période 2020-2024. Quatre mois plus tard, en août 2020, Arkab, déclare cependant que le projet Desertec est « dépassé », au motif qu'il nécessite, selon lui, de « gros investissements » et que le pays gagnerait à opter plutôt pour de petites centrales solaires.
En 2025, la Fondation Desertec est toujours active, avec, selon son site, des travaux en cours pour la période 2023-2025, mais elle rencontre des défis en termes de préoccupations sécuritaires, de confiance, et des critiques sur son modèle de gouvernance, ce qui conduit certains observateurs à considérer l'initiative initiale comme un échec,.
Néanmoins, l'idée d'un export d'électricité solaire saharienne vers l'Europe, même si elle semble avoir perdu le soutien de l'Algérie, est régulièrement relancée (parfois sous le terme de « Desertec reloaded »), notamment dans le contexte du développement d'hydrogène vert en Afrique du Nord .
Des avancées technologiques telles que les lignes à courant continu haute tension (CCHT) permettant de couvrir de longues distances avec de faibles pertes, et la baisse régulière de coût des modules photovoltaïques, rendent le concept plus réalisable qu'auparavant.
Des articles scientifiques récents (début 2025) continuent d'analyser les défis et les moteurs de la transition énergétique renouvelable en Afrique, ainsi que l'impact des énergies renouvelables, de la mondialisation financière et de l'innovation technologique sur la durabilité environnementale, souvent en référence à des initiatives telles que Desertec. Le concept, bien qu'ayant évolué, semble donc rester un sujet de recherche et d'intérêt dans le domaine de l'énergie et de la politique climatique.
Une thèse (mi-2024) produit une méta-analyse de sept projets solaires désertiques majeurs ("Agua Caliente Solar Project aux États-Unis ; "Benban Solar Park" en Égypte ; "Blythe Solar Power Project" (aux Etats-Unis ; "projet Desertec" dans le Sahara et sur plusieurs pays africains comme l'Algérie, le Maroc, la Tunisie et l'Égypte ;  "Kamuthi Solar Power Project" en Inde ; "Noor Abu Dhabi Solar Plant" dans l'EAU ; et  "Tengger Desert Solar Park" en Chine). Ce travail visait à identifier, catégoriser et prioriser les risques spécifiques à ne pas sous-estimer pour ce type de projets, et d'y proposer des stratégies d'atténuation efficaces.
Les « défis critiques » identifiés couvrent trois phases du cycle de vie de tels projets :
- "Phase de développement :" L'obtention de financements adéquats et le maintien de la confiance des investisseurs sont primordiaux. La gestion des cadres réglementaires complexes ; la conformité environnementale, l'engagement des communautés locales et la gestion de l'instabilité politique et économique sont également essentielles[31]. L' "engagement des parties prenantes" et  la "conformité réglementaire" sont nécessaire dès le début du projet. L'analyse des parties prenantes permet d'identifier les influences potentielles et les parties affectées afin d'élaborer une stratégie d'engagement, atténuant ainsi les risques sociaux. Une consultation précoce et continue avec les agences gouvernementales peut prévenir les retards et les modifications coûteuses[31].
- "Phase de mise en œuvre :" La logistique dans des lieux désertiques éloignés ; la résilience de la technologie aux conditions difficiles ; les coûts initiaux élevés des projets à grande échelle ; et les défis liés à la transmission d'énergie sur de longues distances sont des préoccupations majeures[31].
- "Phase opérationnelle :" Une utilisation efficace de l'eau pour le nettoyage et le refroidissement des panneaux solaires est un point critique en zone aride. Intégrer de grandes quantités d'énergie solaire dans le réseau existant nécessite des stratégies sophistiquées. Le maintien de l'efficacité opérationnelle, la gestion de l'usure de l'équipement solaire et l'adaptation à la chaleur extrême et aux effets de poussière siliceuse sont des défis continus[31].

Les "stratégies d'atténuation" concernent l'exploitation de technologies avancées et adaptées aux conditions désertiques (ex : nettoyage automatisé et économe en eau des panneaux solaires ; matériaux avancés et de systèmes de refroidissement résistants à la chaleur extrême, planification logistiques pour les sites éloignés...). Une gestion adaptatives est nécessaire, appuyée sur des systèmes de surveillance en temps réel (avec par exemple des drones à caméra infrarouge, d'autres capteurs IoT, des programmes de maintenance flexibles, et des partenariats solides avec les fournisseurs et prestataires de services locaux.

## Contenu et principe du concept
Le concept Desertec repose sur la constatation que chaque km2 de désert reçoit annuellement « une énergie solaire équivalent à 1,5 million de barils de pétrole. La surface totale des déserts sur la planète entière fournirait plusieurs centaines de fois l'énergie utilisée actuellement dans le monde » ; couvrir un vingtième de la surface du Sahara, soit 0,3 % des 40 millions de km2 de déserts de la planète de centrales solaires thermiques permettrait de satisfaire la totalité des besoins électriques de la planète en 2009 (environ 18 000 TWh/an). Cependant, Desertec ne prévoit pas seulement la construction de centrales solaires thermiques mais également le développement de fermes éoliennes et de centrales photovoltaïques. D'autres technologies telles que l'énergie hydroélectrique et la biomasse pourraient aussi couvrir une partie des futurs besoins énergétiques de la région méditerranéenne. Ces installations de part et d'autre de la Méditerranée pourraient être reliées entre elles par un réseau électrique interconnecté qui alimenterait l'Afrique du Nord, l'Europe et le Moyen-Orient, ce réseau pouvant être optimisé via une approche de type SuperGrid.
En juin 2012, Dii publie l’étude stratégique « Desert Power 2050 » qui démontre qu’un réseau électrique intégré de type SuperGrid avec l’Europe, l’Afrique du Nord et le Moyen-Orient, alimenté à 91 % par des énergies renouvelables (53 % d'éolien, 16 % d'électricité thermosolaire, 9 % de gaz naturel, le reste entre l'hydro, la biomasse et les autres énergies renouvelables) dont une large part en provenance du désert nord-africain, est non seulement possible mais également avantageux pour tous les pays impliqués. L’étude démontre ainsi qu’un tel système permettrait de réduire le coût de l’électricité, de contribuer à la protection de l’environnement et au renforcement de la sécurité énergétique. Dii a annoncé la publication d’un deuxième document début 2013 présentant les mesures concrètes à prendre pour la réalisation d’un tel objectif d’ici 2050.
Cependant, Desertec ne se limite pas aux aspects de production d’énergie : les personnes travaillant autour du concept Desertec s'intéressent également aux dimensions socio-économiques du développement des énergies renouvelables dans la région. La réalisation du concept pourrait ainsi permettre de créer de nombreux emplois locaux, s'appuyant sur l'expérience de la main d'œuvre locale acceptant de travailler dans les conditions très difficiles du désert.
En juin 2013, Dii a publié un rapport "Desert Power : Getting Started" qui examine les conditions à remplir pour obtenir, au-delà des 50 GW de projets annoncés (18 GW éolien et environ 30 GW solaire, surtout héliothermodynamique) pour 2020 par les pays de la région MENA, un passage de la part d’énergies renouvelables dans leur production d'électricité à 45 % en 2030, 80 % en 2040 et 98 % en 2050, ainsi qu'un développement important des échanges Europe-MENA grâce à des lignes en Courant Continu Haute Tension, en particulier la boucle méditerranéenne Medring.

## Technologies
Pour la production :

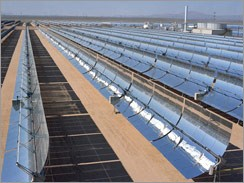
Centrale solaire thermique à concentration utilisant des capteurs cylindro-paraboliques (source : NREL).

L'une des techniques envisagées est celle des centrales solaires thermodynamiques à concentrateurs, c'est-à-dire utilisant des miroirs paraboliques pour produire de la vapeur d'eau à très haute température et sous forte pression, qui fait tourner une turbine et un alternateur produisant de l'électricité,. Ce type de centrale est capable de fournir de l'électricité même la nuit, grâce à un stockage de chaleur (réservoir de vapeur ou de sel fondus) ; en outre la répartition de l'appel de puissance sur une période quotidienne plus longue permet d'augmenter l'utilisation des générateurs et de réduire leur dimensionnement, ce qui réduit l'investissement pour la même production.
Parmi les principales technologies envisagées pour la réalisation du concept Desertec, on compte également les centrales solaires photovoltaïques. Cette technologie utilise des matériaux semi-conducteurs, généralement du silicium, qui ont la capacité de transformer directement la lumière du soleil en électricité. C'est ce que l'on appelle l'effet photovoltaïque, soit le produit du choc des photons de la lumière sur un matériau semi-conducteur qui transmet leur énergie aux électrons qui génèrent une tension électrique. Les centrales solaires photovoltaïques sont constituées de modules solaires photovoltaïques reliés entre eux (série et parallèle) et utilisent des onduleurs pour être raccordées au réseau. Contrairement aux centrales solaires thermodynamiques, la production d'électricité dans les centrales solaires photovoltaïques n'a lieu que pendant les heures d'ensoleillement.

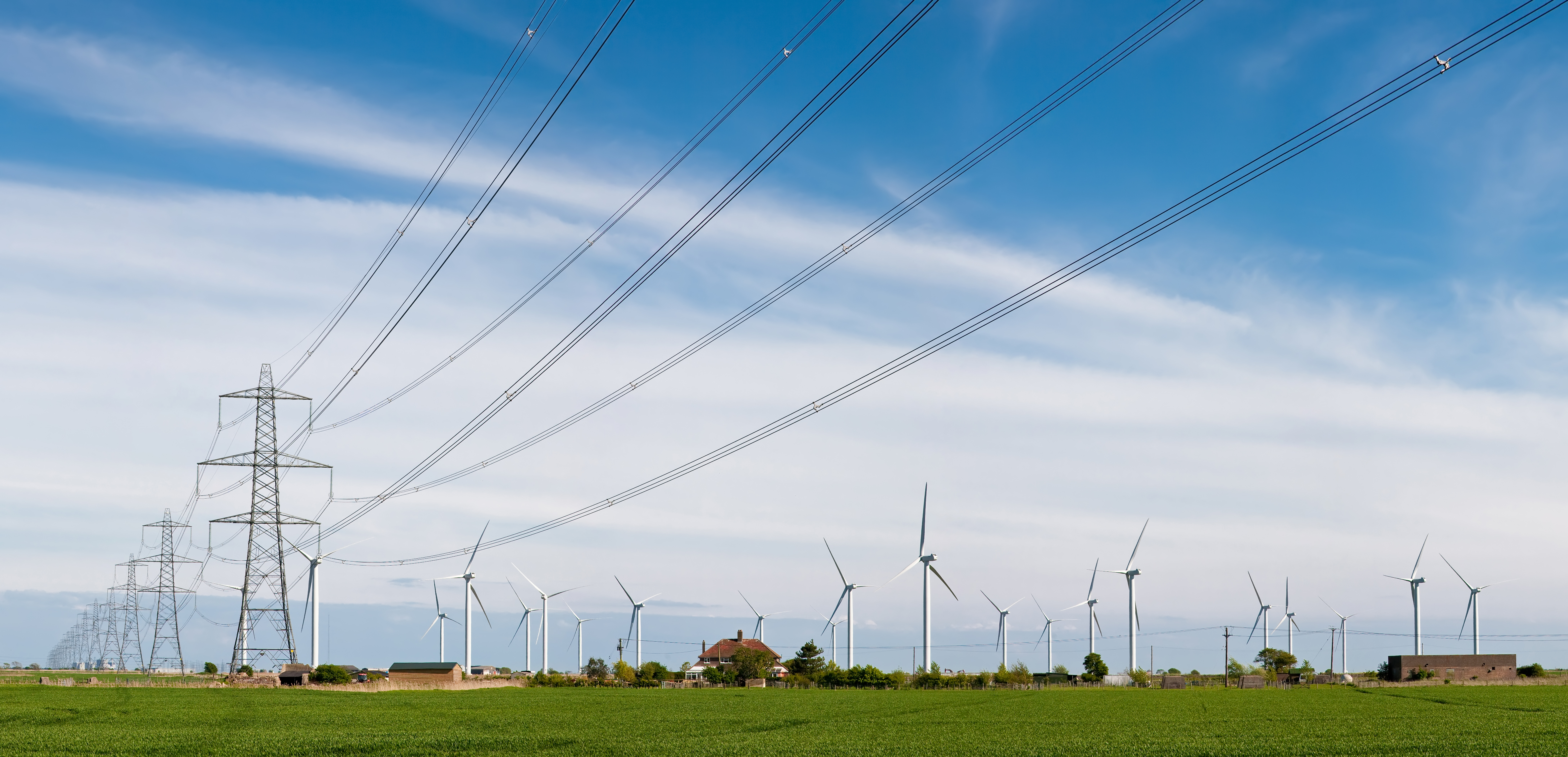
Éoliennes et lignes à haute tension près de Rye, en Angleterre.

Le vent est une autre source d'énergie disponible en abondance en Europe, en Afrique du Nord et au Moyen-Orient. Ainsi, le concept Desertec prévoit également la construction de parcs éoliens terrestres ou en mer. Une telle installation de production électrique se compose de plusieurs éoliennes, dont les pales permettent de transformer l’énergie cinétique (énergie que possède un corps du fait de son mouvement) du vent en énergie mécanique, qui est alors transformée en énergie électrique grâce à un générateur.
Pour le transport de l'électricité :
Les concepteurs du projet espèrent pouvoir utiliser de nouveaux types de lignes Haute Tension (lignes de transmission modernes en courant continu haute tension) devant permettre de transporter l'électricité sur de grandes distances avec beaucoup moins de pertes en ligne (3 % pour 1 000 km) qu'avec les lignes classiques à courant alternatif, et presque sans pollution électromagnétique.
Pour le stockage :
Une partie de la production d'électricité peut être utilisée pour pomper l'eau vers des lacs de montagne en Europe, qui en possède beaucoup. Cette eau peut ensuite générer de l'électricité à la demande, permettant de faire face aux pics de consommation.

## Conditions de réussite
Outre les accords géopolitiques nécessaires, les partenaires du projet doivent :
- trouver des sites qui ne soient pas des dunes et qui soient assez proches de la mer et de nœuds (existant ou futurs) du réseau électrique ;
- Construire un réseau électrique sûr et assez interconnecté ;
- tester et entretenir des installations qui seront soumises à des tempêtes de sable et à des chocs thermiques importants ;
- veiller à étudier et régler ou compenser les impacts environnementaux et en matière de consommation d'eau ;
- avant toute réalisation en vraie grandeur, vérifier par des études approfondies, et si nécessaire des réalisations à échelle réduite, quels seront les impacts éventuels climatique et météorologique du projet du fait que l'énergie solaire captée ne chauffera plus la zone de captage, mais qu'à l'inverse, l'énergie électrique transportée qui sera finalement transformée en chaleur chauffera davantage les zones d'utilisation.

## Arguments, limites ou critiques du projet
« En six heures, les déserts reçoivent plus d'énergie du soleil que ce que consomme l'ensemble du genre humain en une année ». La fondation Desertec s'appuie sur ce constat du physicien allemand Gerard Knies pour développer l'énergie solaire.
Les auteurs du projet le présentent comme une solution gagnants-gagnants pour les pays du nord et du sud concernés, leur permettant à la fois de se développer et de diminuer leurs contributions aux émissions de CO2 (mais en émettant de grandes quantités de vapeur d'eau qui est aussi un gaz à effet de serre notent certains détracteurs, cette vapeur d'eau pourra aisément être transformée en eau). Le projet devrait aussi permettre l'économie de combustibles fossiles, qui pourrait limiter les pressions de déforestation ou de collecte du bois mort dans la zone périsaharienne, et par la même occasion limite la dégradation des puits de carbone forestiers.
Le dérèglement climatique étant principalement causé par les pays du nord mais d'abord subi par les régions du MENA et tout particulièrement les régions arides, les promoteurs du projet considèrent normal et juste que l’Europe aide financièrement et techniquement l’introduction d’énergies renouvelables dans la zone du MENA.
Certains auteurs dénoncent le risque d'une nouvelle dépendance énergétique des pays du Nord à l'égard de grands pays pétroliers et gaziers, ou le risque que les populations locales profitent moins du projet que celles du Nord, ou encore la vulnérabilité d'un tel réseau face au risque terroriste ou à des équilibres politiques fragiles (Torsten Jeworrek, de Munich estimant qu'au contraire un tel projet en contribuant aux besoins énergétiques et au développement économique local pourrait contribuer à la stabilité politique de l'Afrique et du Moyen-Orient). « Desertec » ajoute qu'à l'exemple de ce qui est constaté en Europe, l'interdépendance assure mieux la paix et la cohésion que l'autonomie. De plus, les pays du Moyen-Orient commencent à construire sur leur territoire des usines de production de matériels destinés à produire de l'énergie solaire, au profit de l'économie de ces pays. L'export d'électricité sera un revenu supplémentaire, pouvant se substituer pour partie à ceux du pétrole qui commence à s'épuiser et que pour des raisons climatiques, il faudra laisser dans le sous-sol.
Le projet prévoit un mix électrique (scenario TRANS-CSP pour 2050) avec « 65 % d’énergies renouvelables européennes, 17 % d’importations d’électricité solaire, 18 % de centrales thermiques de substitution et de pointe ».
Dans cette configuration, la perte des 20 lignes CCHT en provenance du MENA permettrait en Europe une compensation par le réseau jusqu'à réparation des lignes ou négociation d'une « solution politique ».

Face au risque d'une nouvelle sorte d'écocolonialisme, les auteurs du projet répondent que le transfert technologique et le développement de programmes de formation et d’études sur les énergies renouvelables en MENA est clairement soutenu par les partenaires européens, notamment dans le cadre de l’Union pour la Méditerranée.

D'autres[Qui ?] craignent des impacts pour l'environnement : niveau important de la consommation d'eau pour le refroidissement[réf. nécessaire], impact sur l'albédo du désert et forçage radiatif[réf. nécessaire], modification de la météorologie locale[réf. nécessaire] ou même du climat[réf. nécessaire]...

Concernant la consommation en eau des centrales, les promoteurs de Desertec indiquent qu'il est possible de construire des usines de dessalement de l’eau de mer, solution qui à son tour suscite des craintes de perturbation des écosystèmes littoraux via une augmentation de la salinité induite par les rejets de saumure,. Il est à ce stade difficile de préciser quels pourraient être les impacts des émissions de vapeur d'eau.
En 2009, Stephan Kohler, directeur de l’agence allemande de l’énergie (DENA) estime que :
« La construction de centrales solaires en Afrique du Nord est judicieuse. Le transport de l’électricité sur 3 500 km vers l’Allemagne l’est beaucoup moins. On a besoin de cette énergie sur place ».
Le responsable du think tank Sahara Green et défenseur du transfert de technologies vers l'Afrique :
« Les projets Trans-Méditerranéens Durables tels que ceux qui seront issus des initiatives Desertec, MSP et Medgrid, permettront à la zone MENA d'améliorer son approvisionnement en électricité et en eau potable, créera beaucoup d'emplois dans cette région et permettra aux entreprises locales de développer un savoir-faire dans les énergies renouvelables, le traitement de l'eau, la lutte contre la désertification et la permaculture, si les multinationales à l'initiative de ces projets d'envergure continentale y prévoient un partenariat technologique profitable aux pays propriétaires de ces déserts. »
Sauvons Le Climat (SLC, association d'ingénieur du nucléaire se présentant comme apportant des réponses scientifiques et techniques au changement climatique) a dénoncé le fait que certaines centrales solaires prévues dans le cadre du projet Desertec pourraient en fait aussi être hybrides (et donc aussi produire de l'électricité en brûlant du gaz, la production d’origine solaire se réduisant éventuellement à la portion congrue) : le projet de centrale dite solaire « Hassi R’Mel » en Algérie devrait produire 97 % de son électricité à partir de gaz, et « Ain Beni Matar » au Maroc, 95 %. Les promoteurs de Desertec justifient ce caractère hybride par le besoin de produire de l'électricité la nuit, et de rendre plus attractif le coûteux transport CCHT entre le MENA et l’Europe, en divisant par 4 son prix de revient (une centrale au gaz pouvant produire de l’électricité pendant plus de 8 000 heures, alors que le solaire ne peut produire à pleine puissance que durant environ  2 000 heures par an).

## Les acteurs du projet
Outre la fondation DESERTEC, de nombreuses entreprises, centres de recherche et organismes politiques contribuant déjà au développement des énergies renouvelables autour de la Méditérannée, soutiennent Desertec,  dont  : 
- E.ON (producteur d’énergie) ;
- RWE (producteur d’électricité) ;
- Munich Re (Société de réassurance) ;
- Deutsche Bank ;
- Siemens ;
- Abengoa Solar (Groupe espagnol, fabricant de matériel d'exploitation de l'énergie solaire) ;
- Sonelgaz (Société nationale de l'électricité et du gaz en Algérie) ;
- STEG (Société tunisienne de l'électricité et du gaz) ;
- Masen (Agence marocaine de l'énergie durable, Moroccan Agency for Sustainable Energy) ;
- Union pour la Méditerranée ;
- Medgrid ;
- Sahara Green (Sustainability Intelligence Consulting).

## Réalisations
Au Maroc, une centrale solaire thermodynamique de 160 MW a été construite à Ouarzazate ; ce projet est dirigé par le développeur de centrales saoudien ACWA Power International, qui a accordé le 29 avril 2013 le contrat de construction à un consortium espagnol mené par Acciona ; la mise en service était initialement prévue pour le 2e semestre 2015, et un contrat d'achat de l'électricité produite pendant 25 ans a été signé avec l'Agence marocaine pour l'énergie solaire (Masen) ; cette centrale fera partie d'un complexe solaire de 580 MW que le Maroc a l'intention de bâtir à Ouarzazate ; l'appel d'offre pour la seconde phase de ce complexe (300 MW) est prévu pour fin 2013 ; un autre complexe solaire de 400 à 500 MW est prévu à Oujda, et le Maroc prévoit de produire 2 GW à partir du solaire d'ici 2020, pour un investissement évalué à 9 milliards de dollars, selon le ministre de l'énergie Fouad Douiri. L'inauguration officielle de la centrale de Ouarzazate a eu lieu le 2 février 2016.
En Algérie, le projet Desertec a été politiquement, au moins provisoirement, abandonné : le ministre de l'Énergie algérien déclare le 31 août 2020 que « le projet Desertec est dépassé », jugeant qu'il « nécessite de gros investissements » et déclarant que les autorités optent plutôt pour de petites centrales solaires.